# تاج الدين الأرموي
تاج الدين الأرموي (ت. 653 هـ / 1258 م) هو فقيه، أصولي من القضاة.
هو تاج الدين أبو عبد الله (أو أبو الفضايل) محمد بن الحسين بن عبد الله الأرموي. توفي ببغداد في المحرم قُبيل اجتياح المغول، وكان قد قارب الثمانين. من آثاره: «حاصل المحصول في أصول الفقه». وقد حقق الكتاب عبد السلام محمود أبو ناجي وطبعت سنة 1994م.